# ضيافتنا
ضيافتنا (بالإنجليزية:Our Hospitality) فيلم كوميدي أمريكي صامت من بطولة وإخراج باستر كيتون، صدر سنة 1923.

## طاقم التمثيل
- باستر كيتون
- جو روبرتس
- رالف بوشمان
- كريج وارد
- مونتي كولينز
- جو كيتون
- كيتي برادبوري
- ناتالي تالمادج
- باستر كيتون جونيور

## وصلات خارجية
- ضيافتنا على موقع IMDb (الإنجليزية)
- ضيافتنا على موقع روتن توميتوز (الإنجليزية)
- ضيافتنا على موقع نتفليكس (الإنجليزية)
- ضيافتنا على موقع ألو سيني (الفرنسية)
- ضيافتنا على موقع Turner Classic Movies (الإنجليزية)
- ضيافتنا على موقع أول موفي (الإنجليزية)
- ضيافتنا على موقع فيلمافينيتي (الإسبانية)
- ضيافتنا على موقع قاعدة بيانات الأفلام السويدية (السويدية)
- ضيافتنا على موقع قاعدة بيانات الفيلم (الإنجليزية)
- ضيافتنا على موقع ليتربوكسد (الإنجليزية)
- ضيافتنا متوفر للتحميل المجاني على أرشيف الإنترنت